# كامبتون أند تشيكساندس (بيدفوردشير)
كامبتون أند تشيكساندس (بالإنجليزية: Campton and Chicksands)‏ هي قرية وأبرشية مدنية تقع في المملكة المتحدة في بيدفوردشير.